# Geertruidenberg
Geertruidenberg este o comună și o localitate în provincia Brabantul de Nord, Țările de Jos.

## Localități
Geertruidenberg, Raamsdonk, Raamsdonksveer